# Atkinson (Nebraska)
Atkinson je grad u američkoj saveznoj državi Nebraska. Prema popisu stanovništva iz 2010. u njemu je živjelo 1,245 stanovnika.